# Xcas
Xcas (софтуер с отворен код) е потребителски интерфейс в Giac, безплатна, основна компютърна алгебра (CAS) за Windows, Mac OS X и Linux / Unix. Giac може да се използва директно в друга програма, писана на C++.
Xcas / Giac е проект с отворен код, разработен от Bernard Parisse в Университета „Жозеф Фурие“ в Гренобъл (Изер) от 2000 г. насам. Той се основава на опита, придобит в бившия проект на „Erable“.
Giac има режим на съвместимост с програмите Maple и MuPAD и калкулаторите TI-89, TI-92 и Voyage 2000. Потребителите могат да използват Giac / Xcas като свободен софтуер, съвместим с Maple, за да разработят официални алгоритми или да го използват в друг софтуер.
Pocket CAS и CAS Calc P11 използват Giac. През 2013 г. тя е интегрирана и по отношение на CAS GeoGebra.
CmathOOOCAS е една приставка на OpenOffice.org, която позволява официално таксуване в електронната таблица Calc и текстообработваща машина, използваща Xcas за извършване на изчисления.
Системата е избрана също така от Hewlett-Packard като CAS за техния премиум калкулатор, който използва двигателя Giac / Xcas 1.1.2 под режим на двоен лиценз.

## команди (откъси)
- Уравнение: solve(уравнението,x)
- Диференциално уравнение: desolve(y'=k*y,y)